# Laëtitia Payet
Laëtitia Payet (Hennebont, 2 de octubre de 1985) es una deportista francesa que compitió en judo. Ganó tres medallas de bronce en el Campeonato Europeo de Judo entre los años 2011 y 2013.

## Palmarés internacional
| Campeonato Europeo | Campeonato Europeo  | Campeonato Europeo | Campeonato Europeo |
| Año                | Lugar               | Medalla            | Categoría          |
| ------------------ | ------------------- | ------------------ | ------------------ |
| 2011               | Estambul (Turquía)  | Medalla de bronce  | –48 kg             |
| 2012               | Cheliábinsk (Rusia) | Medalla de bronce  | –48 kg             |
| 2013               | Budapest (Hungría)  | Medalla de bronce  | –48 kg             |